# Cheremshansky (huyện)
Huyện Cheremshansky (tiếng Nga: ? райо́н) là một huyện hành chính tự quản (raion), của Tatarstan, Nga. Huyện có diện tích 1391 km², dân số thời điểm ngày 1 tháng 1 năm 2000 là 22000 người. Trung tâm của huyện đóng ở Cheremshan.